# Ayana Mathis
Ayana Mathis, née en 1973 à Philadelphie aux États-Unis, est une écrivaine américaine.

## Biographie

### Enfance et formation
Ayana Mathis est originaire des quartiers nord de Philadelphie. Elle est enfant unique. Ses parents se séparent lorsqu'elle a deux ans. Elle grandit auprès de sa mère, très aimante mais dépressive. Elle vit notamment dans une section ouvrière du quartier de Germantown mais sa mère et elle déménagent souvent. Elle est élevée en partie par ses grands-parents maternels.
Elle fait divers métiers, notamment serveuse et vérificatrice des faits pour des magazines à New York, voyage beaucoup (elle vit à Florence pendant cinq ans), avant de suivre les cours de Creative Writing de Marilynne Robinson à l’université de l’Iowa,,,. Elle est récipiendaire de la bourse Michener-Copernicus.

### Carrière littéraire
Ayana Mathis commence à écrire des romans peu de temps avant d'entrer à l'atelier des écrivains de l'Iowa. Marilynne Robinson, romancière et essayiste primée, la met en contact avec un agent qui vend rapidement son livre à Knopf.
Son premier roman, The Twelve Tribes of Hattie, sort en 2013. Elle l'écrit dans l'Iowa en un peu moins de deux ans. Il est traduit de l'américain par François Happe et Les 12 tribus d'Hattie parait aux éditions Gallmeister en 2014. Le livre raconte l'histoire de Hattie qui, à quinze ans, en 1925, soixante ans après l’abolition de l’esclavage, s’enfuit de Géorgie vers Philadelphie dans le Nord avec sa mère et ses sœurs, après la mort de son père, tué par des Blancs. Il réunit dix chapitres, qui dressent les portraits d’Hattie et de ses neuf enfants, et traitent de ségrégation, de musique, de mort, de religion, d'ascension sociale ou encore de féminisme.
Le livre fait partie de la sélection du Oprah's Book Club 2.0, contribuant ainsi à un succès immédiat,,,. Il fait la couverture du New York Times Book Review, ce qui reste rare pour un premier roman. « Mme Mathis a le don d'imprégner les histoires de ses personnages d'une dimension épique qui rappelle les écrits de Toni Morrison, et son sens du temps, du lieu et de la famille rappellera à certains Louise Erdrich, mais sa voix élastique lui est tout à fait propre - à la fois lyrique et sans ménagement, méditative et viscérale, et capable de donner au lecteur un accès presque complet à l'esprit et au cœur de ses personnages.» écrit Michiko Kakutani dans sa critique publiée dans The New York Times.
Dix ans après son premier livre, The Unsettled (Les Égarés), son second roman, sort en 2023. Il s'agit d'une saga familiale. Il est traduit en France par François Happe et fait partie de la sélection du Prix du roman Fnac 2024. Il raconte la vie de Toussaint, un garçon de treize ans qui cherche refuge dans la petite ville de Bonaparte, en Alabama. C'est là qu'il rencontre Dutchess, sa grand-mère, dont il ignorait l'existence pendant des années. Le récit alterne entre les points de vue de Toussaint, de sa mère et de sa grand-mère. Le roman aborde les problèmes d'instabilité de logement, rencontrés par l'autrice elle-même lorsqu'elle était enfant, et de la quête d'un lieu d'appartenance. L'écrivaine établit un parallèle entre l'héritage d'une communauté noire à Bonaparte, autrefois prospère mais désormais réduite à seulement cinq membres, et la lutte de ses personnages contre les promoteurs blancs envahissants. L'écrivaine Jesmyn Ward qualifie le roman de « vaste et explosif ». En septembre 2024, le livre remporte le prix littéraire de 10 000 dollars nommé en l'honneur de l'auteur Gabe Hudson, aujourd'hui décédé,.
Elle rédige par ailleurs des articles dans des journaux comme The New York Times ou The Atlantic,,.

### Vie privée
Ayana Mathis travaille à Brooklyn. Elle y vit avec sa compagne, Nikki Terry, une artiste-peintre.

## Œuvres
- The Twelve Tribes of Hattie, Hutchinson, 2013
- The Unsettled, Knopf, 2023